# Свидание в Самарре (Сверхъестественное)
«Свида́ние в Сама́рре» (англ. Appointment in Samarra) — 11-я серия 6-го сезона американского телесериала «Сверхъестественное». Название серии — отсылка к роману 1934 года американского писателя Джона О’Хары. Премьера серии состоялась 10 декабря 2010 года.

## Сюжет
Желая вернуть Сэму душу, Дин заключает сделку со Смертью. Он должен надеть кольцо Смерти, не снимать его сутки и забирать души тех, чей срок пришёл. Смерть обещает, что установит барьер в память Сэма, блокирующий доступ к воспоминаниям о пребывании в аду. Тем временем Сэм узнаёт, как сделать, чтобы душа не смогла вернуться в тело — нужно стать отцеубийцей. Отец не обязательно должен быть кровным. Сэм приходит к Бобби, который ему как отец.
Дин забирает душу грабителя, застреленного при попытке ограбления магазина, и толстяка, умершего от инфаркта. Настаёт время умереть 12-летней девочки с больным сердцем. Она — всё, кто есть у её отца. Дин отказывается, девочка выздоравливает, но нарушается ход вещей, и медсестра, которая должна была делать операцию на сердце, попадает в аварию. Чтобы не стало ещё хуже, Дин забирает её душу. Муж медсестры, поняв, что она умерла, напивается и начинает гнать на машине. Чтобы спасти его жизнь, Дин вынужден снять кольцо. В конце концов Дин забирает душу девочки.
Сэму не удаётся застать Бобби врасплох. Бобби скрывается в шкафу. Сэм вырубает дверь топором, но Бобби открывает потайной люк в полу, и Сэм падает в подвал. При падении он поранил ногу, из неё течёт кровь. Дверь в подвал ему выломать не удаётся, но он находит другой выход. Бобби это обнаруживает, идёт за ним и замечает, что Сэм оставил следы крови. Когда Бобби открывает ворота в сарай, Сэм его вырубает. Но когда Сэм уже готовится убить Бобби, появляется Дин и останавливает его. Сэма связывают и запирают.
Смерть спрашивает Дина, смог бы он убить ту девочку, если бы мог начать сначала. Дин отвечает, что, зная то, что знает сейчас, смог бы. Затем Смерть говорит, что отправляется в Ад за душой. На вопрос Дина Смерть отвечает, что «Всё дело в душах. Ты поймёшь, когда придёт время». Смерть возвращает Сэму душу.

## В ролях
- Джаред Падалеки — Сэм Винчестер;
- Дженсен Эклс — Дин Винчестер;
- Роберт Инглунд — доктор Роберт;
- Джим Бивер — Бобби Сингер;
- Джулиан Ричингс — Смерть;
- Линдси Маккеон — жнец Тесса;
- Себастьян Роше — Бальтазар.

## Отзывы
IGN оценил серию на 7 из 10 баллов. Было отмечена сюжетная линия, связанная со Смертью и попытками Дина с ним договориться. А также возвращение души Сэма из ада. TV equals отметил договор Дина со Смертью и его первые действия, когда он забирает душу грабителя и толстяка и его моральные дилеммы, связанные со смертью девочки. TV Fanatic оценил серию на 3,5 балла из 5 и отметил, что хотя линия Дина и Смерти сначала смотрелась интригующе, но увлекательнее оказалось наблюдать за противостоянием Сэма и Бобби. The A.V. Club отметил возвращение Смерти в этой серии, и линия Сэма и Бобби смотрелась интереснее, чем линия Дина.